# Пискунова, Светлана Владимировна
Светлана Владимировна Пискуно́ва (род. 9 марта 1947, Чернянка, Курская область) — российский филолог, педагог. Доктор филологических наук (2002). Профессор кафедры русского языка Тамбовского государственного университета имени Г. Р. Державина (1995). Заведующая лабораторией «Современные говоры в системе русской языковой культуры» Тамбовского государственного университета. Почётный работник высшего профессионального образования России.
Область научных исследований: диалектная фонология, лексикология и лексикография, теория и лингвистический анализ текста, коммуникативная функция текста в различных речевых ситуациях.

## Биография
В 1969 окончила историко-филологический факультет Тамбовского государственного педагогического института (ТГПИ), по завершении преподает в ТГПИ — Тамбовском государственном университете имени Г. Р. Державина.
В 1981 году в Воронеже защищена кандидатская диссертация «Фонологическое описание вокалической системы говоров с. Вирятино Сосновского района Тамбовской области».
В 2002 году в Тамбове прошла защита докторской диссертации на тему «Текст: семантика грамматической формы».